# فيل دانيلز
فيل دانيلز (بالإنجليزية: Phil Daniels)‏ هو ممثل بريطاني، ولد في 25 أكتوبر 1958 في إيزلينغتون ‏ في المملكة المتحدة.

## أعمال

### أفلام
- (2000) هروب الدجاج[4]

## وصلات خارجية
- فيل دانيلز على موقع IMDb (الإنجليزية)
- فيل دانيلز على موقع ميوزك برينز (الإنجليزية)
- فيل دانيلز على موقع أول موفي (الإنجليزية)
- فيل دانيلز على موقع قاعدة بيانات الأفلام السويدية (السويدية)
- فيل دانيلز على موقع ديسكوغز (الإنجليزية)
- فيل دانيلز على موقع قاعدة بيانات الفيلم (الإنجليزية)
- فيل دانيلز على موقع كينوبويسك (الروسية)